# Cecilia Renfors
Karin Cecilia Renfors (* 1961) ist eine schwedische Juristin. Seit 2019 ist sie Richterin am Högsta domstolen, dem Obersten Gerichtshof Schwedens.

## Leben und Wirken
Nach dem Abschluss ihres juristischen Studiums an der Universität Uppsala 1986 wurde Renfors 1992 zur beisitzenden Richterin am Svea hovrätt ernannt. Noch im selben Jahr wechselte sie in das schwedische Justizministerium, wo sie zunächst als Rechtsexpertin in der Abteilung für Verfahrensrecht tätig war und später zu deren stellvertretenden Direktorin ernannt wurde. 1999 wechselte sie als Direktorin und stellvertretende Abteilungsleiterin in die Abteilung für Verfahrensrecht und Gerichtsfragen. Von 2003 bis 2007 war sie Direktorin und Leiterin der schwedischen Rundfunkkommission. Anschließend kehrte sie als Richterin an den Svea hovrätt zurück. 2013 wurde Renfors zur Parlamentarischen Ombudsfrau ernannt.
2019 wurde Renfors zur Richterin am Högsta domstolen, dem Obersten Gerichtshof Schwedens ernannt. 2022 wurde sie zur Vorsitzenden des Ausschusses für Opferentschädigung ernannt. Ein Jahr später wurde sie auch in den Vorstand der schwedischen Finanzaufsichtsbehörde gewählt. Neben ihrer richterlichen Tätigkeit ist Renfors Mitherausgeberin von Kommentaren zum Verfahrensgesetz und zum Prozesskostenhilfegesetz.